# Colaptes rubiginosus
Colaptes rubiginosus là một loài chim trong họ Picidae.